# 克拉斯納河 (北頓涅茨河支流)
克拉斯納河（羅馬化：Krasna）是位於烏克蘭東部盧甘斯克州的河流，並屬於北頓涅茨河的左支流。該河始於季莫諾韋，流經斯瓦托韋，並終於克雷明納。河道全長151公里，流域面積2710平方公里。
在俄烏戰爭期間，該河的範圍在戰鬥中成為了重要的地域。